# Kees Faber
Kees Faber was een nationaalsocialistisch schrijver. Vermoedelijk was de naam 'Kees Faber' een pseudoniem, zekerheid hierover bestaat voorlopig niet. Kees Faber publiceerde in Volk en Vaderland. Bij George Kettmanns uitgeverij De Amsterdamsche Keurkamer publiceerde hij in 1939 de novelle Katrijn, als onderdeel van de Dietsche tuin: prozareeks.
 Portaal: Fascisme en nationaalsocialisme in Nederland · Fascisme · Nationaalsocialisme